# 검은작은귀땃쥐
검은작은귀땃쥐(Cryptotis nigrescens)는 땃쥐과에 속하는 포유류의 일종이다. 코스타리카와 엘살바도르, 과테말라, 온두라스, 멕시코 그리고 파나마에서 발견된다. 대표적인 서식지 중의 하나는 유카탄 반도의 페테네스 맹그로브 숲이다.